# 滑鐵盧東站
滑铁卢东站（英語：Waterloo East railway station），亦稱伦敦滑铁卢东站，是位於中伦敦蘭貝斯區的一座英國國鐵车站，在从查令十字车站到肯特郡及東薩塞克斯郡的铁路线上。
本站於1869年開通時的名稱為滑鐵盧交匯站，並曾設有鐵路連接滑鐵盧車站。現今該連接線已廢除，但本站仍然以行人天橋與滑鐵盧車站連接。1977年本站改稱現名。雖然本站為中途站，但本站於票務系統中被視為倫敦鐵路總站之一，屬於倫敦車站群。
本站位於東南主線、查令十字車站下行約1.2公里處，是列車離開查令十字車站、於亨格福德橋上方跨越泰晤士河後的第一站。由2021年10月17日起，所有列車服務由英國運輸部持有的東南列車有限公司提供。本站屬於倫敦軌道運輸第1收費區。

## 歷史
1864年1月11日，東南鐵路公司（1836-1922）的倫敦橋站至查令十字車站鐵路延伸段完工通車，但當時尚未興建本站。東南鐵路公司的服務當時被要求與倫敦及西南鐵路公司的服務連繫，讓後者得以經坎農街站前往倫敦市。倫敦及西南鐵路公司並不打算將查令十字車站改為兩公司共同管理的車站（當時該站由東南鐵路公司管理），但有意願於滑鐵盧車站以東興建連接線以連接東南鐵路公司的鐵路網絡。
1867年，兩公司同意興建鐵路連接線，使倫敦及西南鐵路的乘客可以於滑鐵盧車站東端新設的車站換乘東南鐵路前往坎農街站的列車服務，工程的總造價為14,290英鎊（換算至2021年為1,404,000英鎊） 。東南鐵路公司原本於本站以東位置設有黑衣修士站，但為了方便倫敦及西南鐵路的乘客轉乘，該站會被新設的滑鐵盧交匯站取代。1868年5月連接線工程展開。連接線為單線鐵路，全長100米。
滑鐵盧交匯站（即本站前稱）於1869年1月1日隨連接線通車而開幕，黑衣修士站亦於同日關閉。當時約5分鐘就有一班列車由本站前往查令十字車站或坎農街站。維多利亞女皇曾經由溫莎堡乘搭皇家列車，經連接線前往多佛及歐洲大陸。
滑鐵盧交匯站落成時只有兩個闊5.5米的月台，分別長160米及130米。等候室和票務處則設置於鐵路橋的橋拱下。由於列車過於擁擠，行走於連接線的列車於1893年1月停止服務，自此再沒有列車來往滑鐵盧車站和滑鐵盧交匯站。
由於大都會區域鐵路（今區域線）和倫敦地鐵網絡的擴張為連接滑鐵盧交匯站和坎農街站的接駁列車服務帶來競爭，接駁列車的需求不斷下降。由於當時滑鐵盧車站大堂通往滑鐵盧交匯站的通道較為隱蔽，滑鐵盧車站的乘客亦普遍不知道滑鐵盧交匯站的存在。1898年滑鐵盧及城市線通車後，接駁滑鐵盧交匯站和坎農街站的列車班次遭到削減。
1911年，在滑鐵盧車站的重建工程中，滑鐵盧車站至滑鐵盧交匯站的連接線被拆除，橫跨滑鐵盧路的鐵路橋則改為連接兩站的行人通道。 1916年12月31日，接駁滑鐵盧交匯站和坎農街站的列車因為一戰時的經濟措施而被暫停，自此再未恢復。1935年，南方鐵路把滑鐵盧交匯站改名為滑鐵盧站。1977年5月2日，英國鐵路再把站名改為滑鐵盧東站。
1992年，連接本站和滑鐵盧車站的行人通道改以新建的有蓋行人天橋代替。連接線原址及相關建築則被拆除。 1993年7月24日，本站被關閉，以興建行人通道連接興建中的南華克地鐵站。同年8月16日，本站重開。1999年11月20日，南華克站隨著銀禧線延線逐步通車而啟用，該站與本站的行人通道亦隨之啟用。
2012年，本站安裝了驗票閘門。2018年，倫敦交通局宣佈將會為本站和南華克站興建新的出入口，以紓緩原有出入口的擁擠情況。
滑鐵盧東站鄰近滑鐵盧車站，藉著一條橫越滑鐵盧路的人行橋與滑鐵盧主站相連接。2021年10月17日起，本站由英國運輸部所持有的東南列車有限公司管理。

## 車站設施
現時本站並沒有售票處，乘客需前往滑鐵盧車站以使用售票處。本站B、C號月台設有洗手間和等候室。
截至2022年10月，連接本站與南華克站的行人通道只有樓梯或扶手電梯，並未設有無障礙通道。本站與滑鐵盧車站間的行人天橋設有一出入口通往滑鐵盧路，但該出入口只有樓梯。必需使用無障礙通道的乘客需要先進入滑鐵盧車站，再經行人天橋前往本站。行人天橋設有斜道下降至本站各月台。

## 鐵路配置
所有上行列車均以查令十字站為終點站，並使用B、D號月台。所有下行列車（即南行列車）均會使用A、C號月台，並於離開本站後停靠倫敦橋站。本站仍有鐵路連接坎農街站，但現時並沒有表定列車使用。

## 列車班次
東南列車有限公司目前使用英國鐵路375、376、465、466和707型電聯車為本站服務。
於非繁忙時段本站的列車班次每小時為：
- 14班 往查令十字
- 2班 往達特福德，經貝克斯利希斯
- 2班 往達特福德，經劉易舍姆及伍利奇兵工廠
- 2班 往格雷夫森德，經席德卡普
- 2班 往海耶斯（Hayes，倫敦布羅姆利區），經卡特福德橋
- 2班 往七橡樹，經樹叢公園（Grove Park，倫敦劉易舍姆區）
- 2班 往黑斯廷斯，經唐橋井（1班半快速、1班各站停車）
- 2班 往阿什福德國際車站，其中一班續駛至多佛小修道院站（Dover Priory）

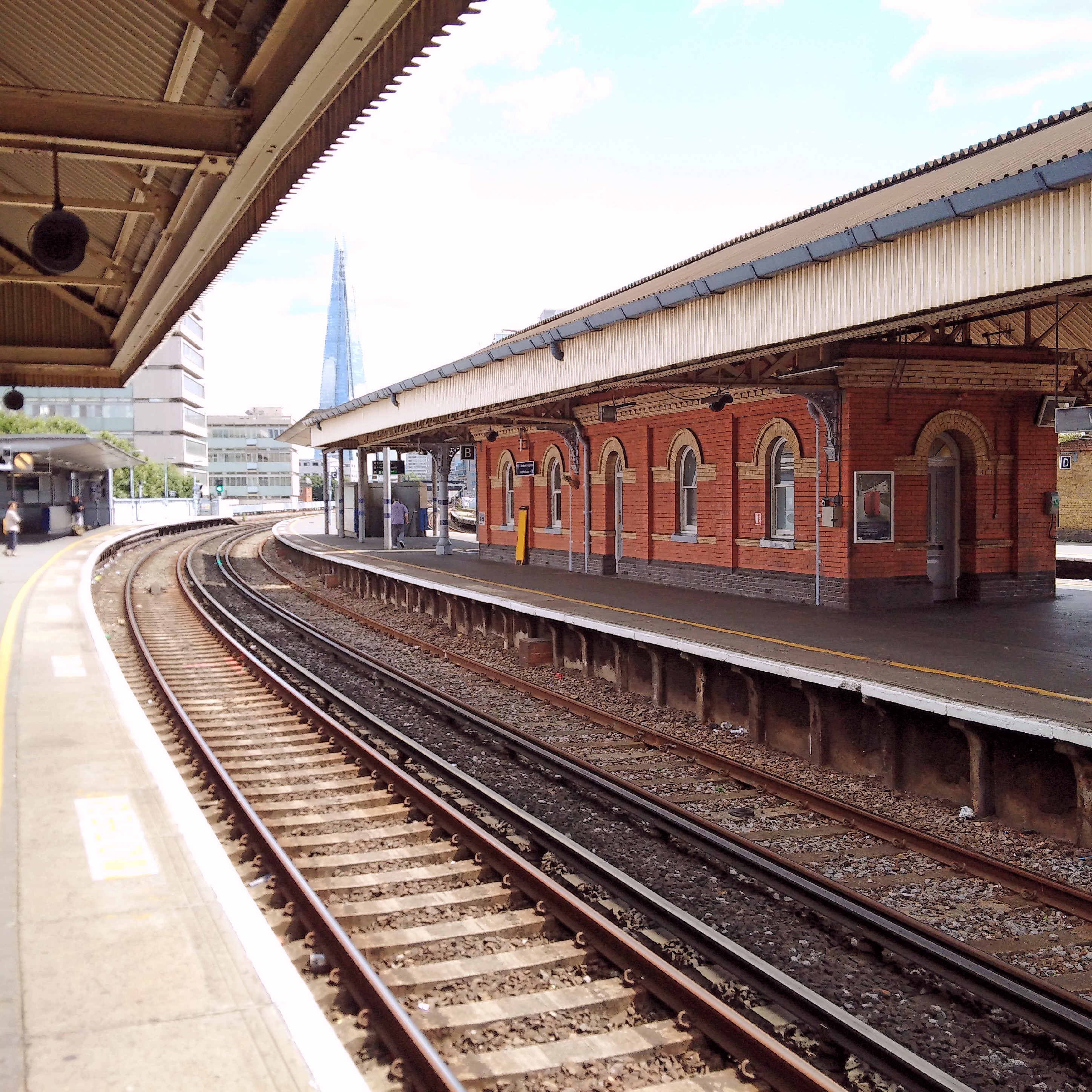
由A號月台望向碎片大廈

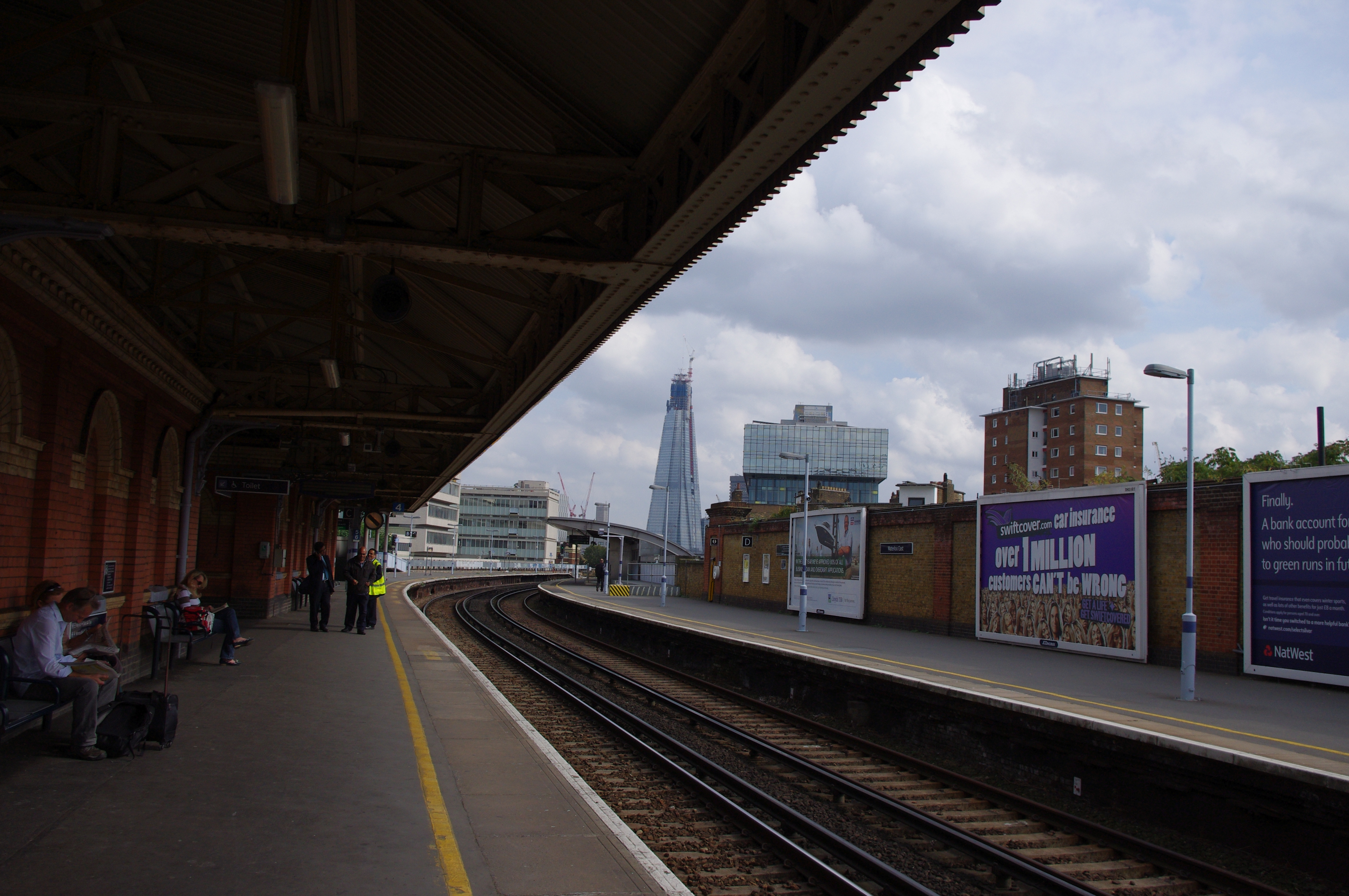
C、D號月台

## 接駁交通
本站月台東端設行人通道連接倫敦地鐵銀禧線的南華克站。位於本站以西的滑鐵盧站則是貝克盧線、滑鐵盧及城市線、北線及銀禧線的轉乘站。
本站的四個月台以英文字母作編號，以免乘客混淆本站與滑鐵盧車站的月台編號（該站以數字為月台編號）。本站月台西端設有橫跨滑鐵盧路的行人天橋，以直接連接滑鐵盧車站。滑鐵盧車站是西南主線的東端總站，提供前往倫敦西南部、以及英國西南部各大城市的列車服務。
倫敦巴士1、26、59、68、76、77、139、168、172、176、188、211、243、341、381、507、521號、繁忙時間特快路線X68號及通宵巴士路線N1、N68、N171、N343、N381號均服務本站。

## 鄰近地標
- 倫敦國王學院滑鐵盧校區
- 南岸中心：皇家節日音樂廳和 海沃德美術館
- 皇家國家劇院
- Oxo塔